# Narong Prangcharoen
Narong Prangcharoen (født 23. juli 1973 i Uttaradit, Thailand) er en thailandsk komponist, pianist og rektor.
Prangcharoen studerede komposition og klaver privat på sin hjemegn. Han kom til USA, hvor han studerede komposition på det Statslige Universitet i Illinois, og senere på Universitetet i Missouri-Kansas City, hos professor Chen Yi. Han har skrevet orkesterværker, kammermusik, korværker, klaverstykker etc. Prangcharoen er rektor på Mahidol Universitet i Thailand. Han har vundet flere priser for sine kompositioner bl.a. Guggenheim Fellowship Prisen og Barlow Prisen.

## Udvalgte værker
- Fænomen (2004) - for orkester
- Migration af fortabte sjæle (2012) - for orkester
- Nattehimlen (2016) - for orkester
- Koryfæ (2016) - for klaver og orkester